# Ballophilus insperatus
Ballophilus insperatus är en mångfotingart som beskrevs av Lawrence 1960. Ballophilus insperatus ingår i släktet Ballophilus och familjen Ballophilidae.
Artens utbredningsområde är Madagaskar. Inga underarter finns listade i Catalogue of Life.